# Narko i Mexico
Narkotikakrigen i Mexico er en væbnet konflikt som foregår mellem rivaliserende narkotikakarteller og Mexicos militær og politi. Myndighederne har forsøgt at slå ned på narkotikatrafikken, hvilket har ført til mange anholdelser af narkoledere, og har øget omfangen og forekomsten af kidnapninger, vold og korruption. Mexico er hovedåren for indsmugling af ulovlige narkotiske stoffer over grænsen til USA fra central- og Sydamerika. Mindst 62.000 er blevet dræbt (pr. 2022).

## Karteller
Alliancer eller aftaler mellem narkotika-karteller har vist sig at være hyppige. Siden februar 2010, er de store karteller blevet justeret ind i to fraktioner, med den ene integreret af Juárez-kartellet, Tijuana-kartellet, Los Zetas og Beltrán-Leyva-kartellet, den anden fraktion er integreret af Golf-kartellet, Sinaloa-kartellet og La Familia-kartellet.

### Kendte karteller
- Arellano-Felix-kartellet
- Beltrán Leyva-kartellet
- Colima-kartellet
- Familia Michoacana-kartellet
- Golf-kartellet
- Juárez-kartellet
- Guadalajara-kartellet
- Los Negros
- Los Zetas
- Sinaloa-kartellet
- Tijuana-kartellet

## Våbensmugling
Skydevåben er ikke lovligt tilgængelige for salg i Mexico, så narkokartellerne indsmugler dem ofte fra USA og Guatemala. Våbnene bliver købt i små mængder og indsmuglet til Mexico. De sædvanlige våben som bliver smuglet er ofte at typen AR-15 og AK-47, FN 5,7 kaliber, semiautomatiske pistoler og en række .50 kaliber rifler og maskingeværer. 30% af AK-47-riflerne som bliver beslaglagt i Mexico er blevet modificeret til maskingeværer.
Der er også rapporteret at granatkastere bruges mod sikkerhedsstyrkerne, og mindst tolv M4 med M203 granatkastere er blevet konfiskeret. Det bliver også antaget at nogen af disse våben og relateret tilbehør er blevet stjålet fra amerikanske militærbaser. Det er imidlertid antaget at mange af disse militære våben som granater og raketter bliver erhvervet af karteller gennem den enorme tilgang af våben fra krigene i Mellemamerika og Asien.

## Offentlige indgreb i 2006
Selv om volden mellem narkokartellerne opstod længe før krigen begyndte, havde regeringen generelt en passiv holdning til volden i 1990'erne og i begyndelsen af 2000. Dette ændrede sig 11. december 2006, da den nyvalgte præsident Felipe Calderón sendte 6500 føderale soldater til delstaten Michoacán for at afslutte narkotikavolden der. Denne handling regnes som den første store aktion gjort mod kartelvolden, og er set som udgangspunktet for krigen mellem regeringen og narkotikakartellerne. Calderón har fortsat sine anti-narkotropper, der er på ca 45.000 soldater sammen med delstats- og føderale politistyrker, indtil videre.

## Tidslinje over dræbte
I 2021 blev 6.199–8.273 dræbt. I alt er 62.000 blevet dræbt (pr. 2022).
- 62 dræbte i 2006[9]
- 2.837 dræbte i 2007[9]
- 6.844 dræbte i 2008[9]
- 9.635 dræbte i 2009[9]
- 15.273 dræbte i 2010[19][20]